# 괴벨스 내각
괴벨스 내각(독일어: Kabinett Goebbels 카비네트 괴벨스[*])은 1945년 4월 30일 아돌프 히틀러가 자살하면서 남긴 후계자 지명 유언에서 조각된 내각이다. 수상으로 지명된 괴벨스가 다음 날 자살하고, 2인자가 될 보어만은 행방불명이 되어버려 2일만에 해산되었기 때문에 거의 의미가 없는 내각구성이라 할 수 있지만, 여기에 지명된 각료 중 일부는 5월 2일 플렌스부르크에서 조각된 폰 크로지크 내각에 참여했다.
| 직책                                                                             | 직책                                                                             | 성명                                    | 재임기간                           | 정당 | 정당                      |
| -------------------------------------------------------------------------------- | -------------------------------------------------------------------------------- | --------------------------------------- | ---------------------------------- | ---- | ------------------------- |
| 정 부 수 반                                                                      | 국가수상 Reichskanzler                                                           | 요제프 괴벨스                           | 1945년 4월 30일 - 1945년 5월 1일 † |      | 국민사회주의 독일노동자당 |
| 당관방지휘자 Leiter der Parteikanzlei                                            | 당관방지휘자 Leiter der Parteikanzlei                                            | 마르틴 보어만                           | 1945년 4월 30일 - 1945년 5월 2일 † |      | 국민사회주의 독일노동자당 |
| 국가외무장관 Reichsaußenminister                                                 | 국가외무장관 Reichsaußenminister                                                 | 요한 루트비히 그라프 슈베린 폰 크로지크 | 1945년 4월 30일 - 1945년 5월 23일  |      | 국민사회주의 독일노동자당 |
| 국가내무장관 Reichsinnenminister                                                 | 국가내무장관 Reichsinnenminister                                                 | 파울 기슬러                             | 1945년 4월 30일 - 1945년 5월 4일   |      | 국민사회주의 독일노동자당 |
| 국가재무장관 Reichsfinanzminister                                                | 국가재무장관 Reichsfinanzminister                                                | 요한 루트비히 그라프 슈베린 폰 크로지크 | 1932년 6월 1일 - 1945년 5월 23일   |      | 국민사회주의 독일노동자당 |
| 국가경제장관 Reichswirtschaftsminister                                           | 국가경제장관 Reichswirtschaftsminister                                           | 발터 풍크                               | 1938년 2월 5일 - 1945년 5월 1일    |      | 국민사회주의 독일노동자당 |
| 국가식량장관 Reichsernährungsminister                                            | 국가식량장관 Reichsernährungsminister                                            | 헤르베르트 바케                         | 1942년 5월 23일 - 1945년 4월 30일  |      | 국민사회주의 독일노동자당 |
| 국가법무장관 Reichsjustizminister                                                | 국가법무장관 Reichsjustizminister                                                | 오토 게오르크 티라크                    | 1942년 8월 24일 - 1945년 4월 30일  |      | 국민사회주의 독일노동자당 |
| 국가노동장관 Reichsarbeitsminister                                               | 국가노동장관 Reichsarbeitsminister                                               | 테오 후파우어                           | 1945년 4월 30일 - 1945년 5월 2일   |      | 국민사회주의 독일노동자당 |
| 국가군수장관 Reichsrüstungsminister                                              | 국가군수장관 Reichsrüstungsminister                                              | 카를 자우어                             | 1945년 4월 30일 - 1945년 5월 2일   |      | 국민사회주의 독일노동자당 |
| 군 부                                                                            | 국가전쟁장관 Reichskriegsminister                                                | 카를 되니츠                             | 1945년 4월 30일 - 1945년 5월 23일  |      | 국민사회주의 독일노동자당 |
| 군 부                                                                            | 육군최고지휘관 Oberbefehlshaber des Heeres                                       | 페르디난트 쇠르너                       | 1945년 4월 30일 - 1945년 5월 8일   |      | 국민사회주의 독일노동자당 |
| 군 부                                                                            | 해군최고지휘관 Oberbefehlshaber der Marine                                       | 카를 되니츠                             | 1943년 1월 30일 - 1945년 5월 1일   |      | 국민사회주의 독일노동자당 |
| 군 부                                                                            | 공군최고지휘관 Oberbefehlshaber der Luftwaffe                                    | 로베르트 폰 그라임 기사                 | 1945년 4월 29일 - 1945년 5월 8일   |      | 국민사회주의 독일노동자당 |
| SS국가지도자 겸 경찰총수 Reichsführer SS und Chef der Deutschen Polizei          | SS국가지도자 겸 경찰총수 Reichsführer SS und Chef der Deutschen Polizei          | 카를 항케                               | 1945년 4월 29일 - 1945년 5월 ?일   |      | 국민사회주의 독일노동자당 |
| 과학교육문화국가장관 Reichsminister für Wissenschaft, Erziehung und Volksbildung | 과학교육문화국가장관 Reichsminister für Wissenschaft, Erziehung und Volksbildung | 구스타프 아돌프 셸                      | 1945년 4월 30일 - 1945년 5월 1일   |      | 국민사회주의 독일노동자당 |
| 대중계몽선전국가장관 Reichsminister für Volksaufklärung und Propaganda           | 대중계몽선전국가장관 Reichsminister für Volksaufklärung und Propaganda           | 베르너 나우만                           | 1945년 4월 30일 - 1945년 5월 1일   |      | 국민사회주의 독일노동자당 |
| 어용노총 지휘자 Leiter der Deutschen Arbeitsfront                                | 어용노총 지휘자 Leiter der Deutschen Arbeitsfront                                | 로베르트 라이                           | 1933년 4월 - 1945년 5월 23일       |      | 국민사회주의 독일노동자당 |